# De Boer
De Boer is een vooral Nederlandse achternaam, die duidt op het beroep boer (agrariër). Het is een beroepsnaam. De Boer was in 2007 de elfde meest voorkomende achternaam van Nederland.
De grootste concentratie van naamdragers woont op Urk, daar bezit 5,88% van de inwoners deze achternaam. In België ligt de grootste concentratie in Leuven, met een percentage van 0,27%.

## Personen met de achternaam de Boer
- Ad de Boer (1946), omroepbestuurder, journalist en politicus
- Adam de Boer (1721-1800), schaatser
- Ale de Boer (1987), voetballer
- Angélique de Boer (1947), actrice
- Betty de Boer (1971), politica
- Cees de Boer (fotograaf) (1918-1985), persfotograaf
- Cees de Boer (voetballer) (1941-2025), persfotograaf
- Cees Rienks de Boer (1881-1966), gemeentearchitect
- Chiel de Boer (1896-1978), cabaretier
- Cornelis de Boer (1878), kunstschilder
- Corrie de Boer (1932), collagist, tekenaar en textielkunstenaar
- Dick de Boer (1943), manager van de popgroep BZN
- Dick de Boer (1947), mediëvist en hoogleraar in Groningen
- Dick de Boer (1948), voetballer en voetbaltrainer
- Eduard de Boer (1957), componist, muziekpedagoog, dirigent en pianist
- Ella Schadd-de Boer (1949), politica
- Esther de Boer-van Rijk (1853-1937), toneelactrice
- Feike de Boer (1892-1976), burgemeester van Amsterdam
- Francijntje de Boer (1784-1852), schrijfster
- Frans de Boer (1930-2007), cartoonist
- Frank de Boer (1970), voetballer
- Gerrit de Boer (1923-1944), verzetsstrijder
- Gert Jan de Boer (1959), schaker
- Hadassah de Boer (1971), televisiepresentatrice
- Hannes de Boer (1899-1982), atleet
- Hans de Boer (1937), ARP- en CDA-politicus
- Hans de Boer (1955-2021), werkgeversvoorzitter en ondernemer
- Harm de Boer (1887-1941), politicus
- Helena de Boer (1962), kunstenares en schrijfster
- Herman Pieter de Boer (1928-2014), schrijver en journalist
- Hijbo Everdes de Boer (1776-1838), kolonel bij de generale staf
- Hubert de Boer (1937-2023), landschapsarchitect, stedenbouwkundige, hoogleraar en beeldend kunstenaar
- Jan de Boer (1893-1956), burgemeester en heemraad
- Jan de Boer (1898-1988), voetballer
- Jan Hendrik de Boer (1899-1971), Nederlands natuur- en scheikundige
- Jelle Taeke de Boer (1908-1970), kunstverzamelaar
- Joep de Boer (1924-2006), Tweede Kamerlid namens het CDA
- Kees de Boer (1965), striptekenaar, cartoonist en illustrator
- Kees de Boer (2000), voetballer
- Klaas de Boer (onderwijzer), samensteller liedbundel Kun je nog zingen, zing dan mee
- Klaas de Boer (1912-1945), verzetsstrijder
- Klaas de Boer Czn. (1852-1936), politicus
- Lieuwe de Boer (1951), schaatser
- Linda de Boer, zwemster
- Maik de Boer (1960), stylist
- Margreeth de Boer (1939), politica
- Marieke de Boer (1992), voetbalster
- Marjan de Boer (1961), golfspeelster
- Marloes de Boer (1982), voetbalster
- Maze de Boer (1976), beeldend kunstenaar en filmmaker
- Melle de Boer (1972), beeldend kunstenaar en singer-songwriter
- Menno de Boer (1978), radio-dj
- Michel de Boer (1970), tafeltennisser
- Mieke de Boer (1980), darter
- Nicole de Boer (1970), Canadees actrice
- Niek de Boer (1924-2016), architect en stedenbouwkundige
- Oege Gerhardus de Boer (1922), burgemeester
- Piet de Boer (1919-1984), voetballer
- Piet de Boer (1894-1974), bijeenbrenger collectie P. en N. de Boer
- Rients Feikes de Boer (1869-1951), politicus
- René de Boer (1945), beeldhouwer
- Reni de Boer (1980), winnares van de Mis(s)verkiezing 2007
- Remmelt de Boer (1942), politicus
- Roelf de Boer (1949), minister namens de LPF
- Ronald de Boer (1970), voetballer
- Sacha de Boer (1967), televisiepresentatrice
- Saco Rienk DeBoer (1883-1974), Amerikaans landschapsarchitect
- Sipke de Boer, zanger
- Sophia de Boer (1967), fotomodel, journaliste en televisiepresentatrice
- Sophie de Vries-de Boer (1882-1944), toneelactrice
- Sjoukje Bokma de Boer (1860-1939), schrijfster
- Theo de Boer (1932-2021), filosoof
- Thijs de Boer (1981), schrijver
- Wim de Boer (1938), politicus
- Wouter de Boer (1981), middellangeafstandsloper
- Yoann de Boer (1982), Frans voetballer
- Yvo de Boer (1954), hoofd van het UNFCCC (United Nations Framework Convention on Climate Change)